# 甘溪镇 (沿河县)
甘溪镇，是中华人民共和国贵州省铜仁市沿河土家族自治县下辖的一个乡镇级行政单位。
2015年1月23日，贵州省人民政府批复同意沿河县乡镇行政区划调整，新设置的甘溪镇辖原甘溪乡，镇人民政府驻共甘村。

## 行政区划
甘溪镇下辖以下地区：
上坝场村、江边村、阳村、李户村、芭蕉村、后坝村、大田村、塘边村、桂林村、土门村、仁和村、曹家寨村、春芹坝村、任家宅村、老宅村、严家村、茶园头村、共甘村、大吉村、射香村、四堡村、沙坝村、毛田村、白鹤村、胡格村、齐心村、关林村、雄水村和桑木村。